# Tom Morello
Thomas Baptist Morello, més conegut com a Tom Morello, (Ciutat de Nova York, 30 de maig de 1964) és un músic estatunidenc, integrant de Rage Against the Machine, i exguitarrista del grup de rock Audioslave. Actualment, lidera un projecte en solitari anomenat The Nightwatchman i, juntament amb Boots Riley, una banda anomenada Street Sweeper Social Club. Ha tocat amb la E Street Band de Bruce Springsteen en la gira australiana del Wrecking Ball Tour, que va finalitzar el 31 de març de 2013, substituint Steven Van Zandt. Actualment, també toca amb la E Street Band durant la gira del nou disc del Boss, High Hopes (una gira per Austràlia, Nova Zelanda i Estats Units).
Morello és també conegut pel seu activisme d'esquerres. Va fundar, amb Serj Tankian, l'organització Axis of Justice.
Nascut a Harlem, Nova York, va créixer a Libertyville, Illinois, i va començar a interessar-se per la música i la política quan anava a l'Institut. Va estudiar a la Universitat Harvard, on es va graduar en Estudis Socials. Després que la seva primera banda Lock Up, es dissolgués, Morello va conèixer Zach de la Rocha i entre els dos fundaren Rage Against the Machine. El grup esdevingué un dels més influents i populars en la decàda dels noranta.
Morello té un estil únic i creatiu de tocar la guitarra. Ocupa el lloc número 26 de la Llista dels 100 Millors Guitarristes de Tots els Temps segons la revista Rolling Stone.